# Зенит-35F
Зени́т-35F — советский простейший фотоаппарат производства Ленинградского оптико-механического объединения (ЛОМО).
Фотоаппарат предназначался для начинающих фотолюбителей.
Выпускался с 1987 по 1992 год, произведено 75 620 штук.
Фотоаппарат объединения ЛОМО выпускался под торговой маркой другого предприятия — Красногорского механического завода.

## Технические характеристики
- Применяемый фотоматериал — плёнка типа 135 в стандартной кассете, размер кадра 24×36 мм.
- Корпус пластмассовый с открывающейся задней стенкой. Взвод затвора и одновременная перемотка плёнки производится полускрытой головкой. Футляр для переноски не требуется.
- Счётчик кадров автоматический самосбрасывающийся при открывании задней стенки. Обратная перемотка рукояткой типа рулетка.
- Объектив двухлинзовый, просветлённый, с фокусным расстоянием 35 мм. Тип оптической системы в инструкции по эксплуатации не оговаривается. На оправе объектива значение диафрагмы не указано.
- Объектив сфокусирован на гиперфокальное расстояние.
- Объектив в транспортном положении закрывается металлическими шторками, одновременно блокируется кнопка спуска и отключается электропитание аппарата.
- Фотоаппарат «Зенит-35F» снабжён экспонометрическим устройством: на передней стенке камеры расположен объектив фоторезистора. Единственное назначение экспонометрического устройства — информировать фотографа о недостаточной освещённости (в поле зрения видоискателя расположен светодиод красного цвета) и о необходимости включения встроенной фотовспышки.
- Установка светочувствительности фотоматериала связана с диафрагмированием съёмочного объектива. Диафрагма трёхлепестковая ирисовая.
- Аппарат рассчитан на применение фотоплёнки светочувствительностью 100, 200 и 400 ед. ГОСТ.
  - фотоплёнке светочувствительностью 100 ед. ГОСТ соответствует диафрагма 5,6
  - фотоплёнке светочувствительностью 200 ед. ГОСТ соответствует диафрагма 8
  - фотоплёнке светочувствительностью 400 ед. ГОСТ соответствует диафрагма 11
- Фотографический затвор — центральный двухлепестковый залинзовый, единственная выдержка 1/125 секунды.
- Видоискатель оптический, параллаксный.
- Встроенная фотовспышка с ведущим числом 9 (для фотоплёнки 100 ед. ГОСТ). Принудительное включение фотовспышки, светодиодный индикатор готовности.
- Источник питания фотовспышки и экспонометрического устройства — два элемента АА.
- Штативное гнездо с резьбой 1/4 дюйма.

## Галерея

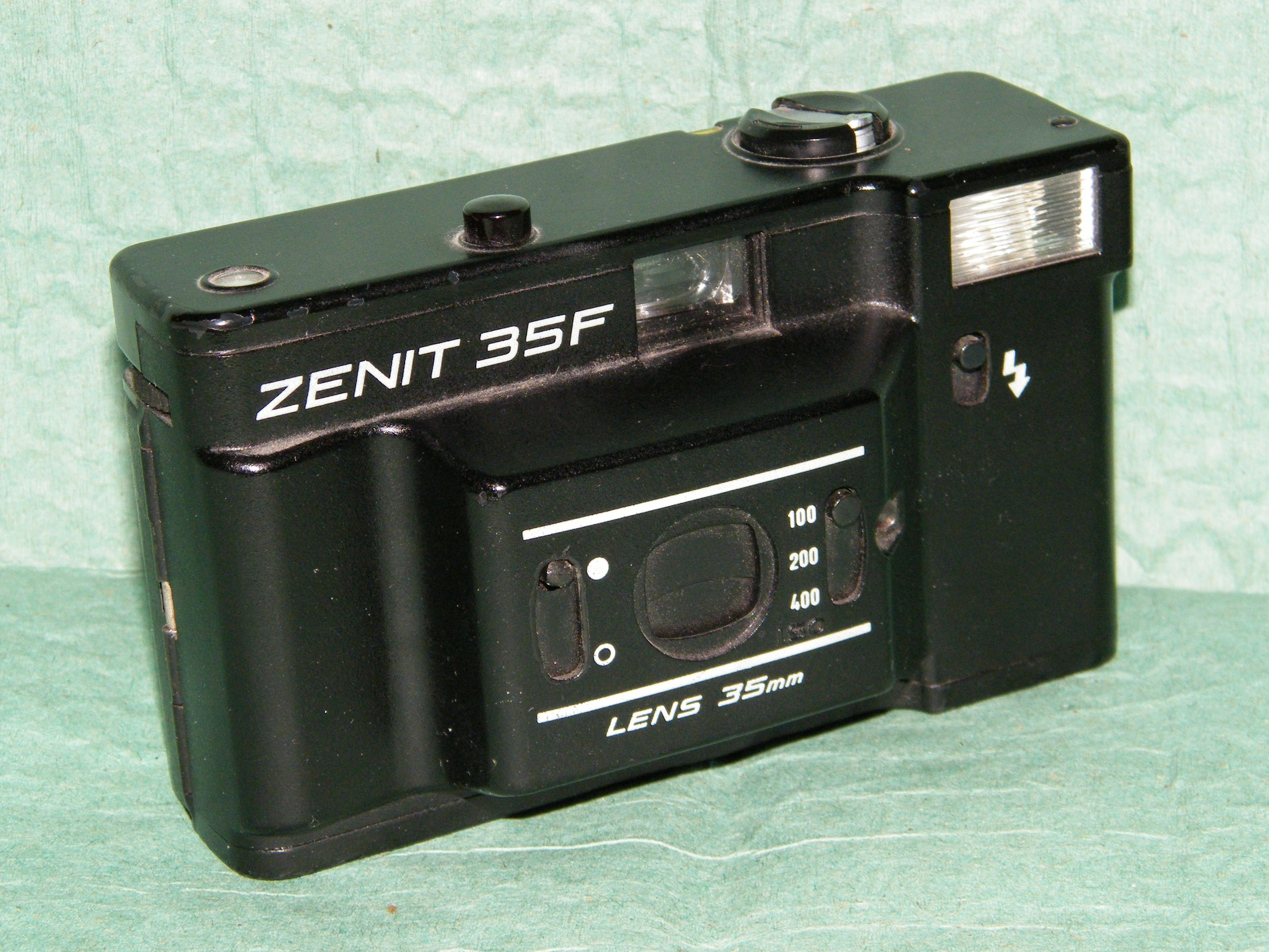
Фотоаппарат в транспортном состоянии
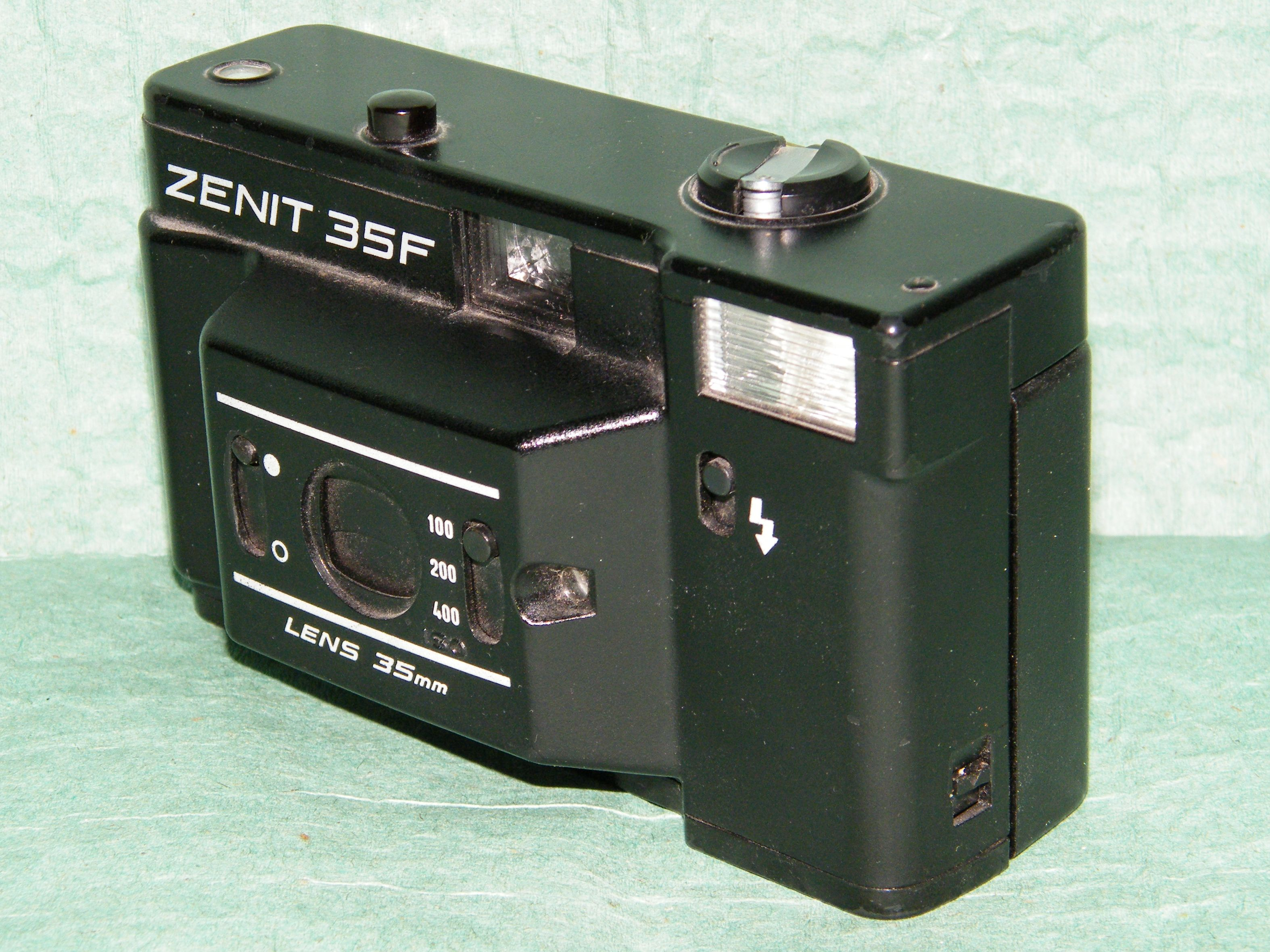
Расположение объектива фоторезистора
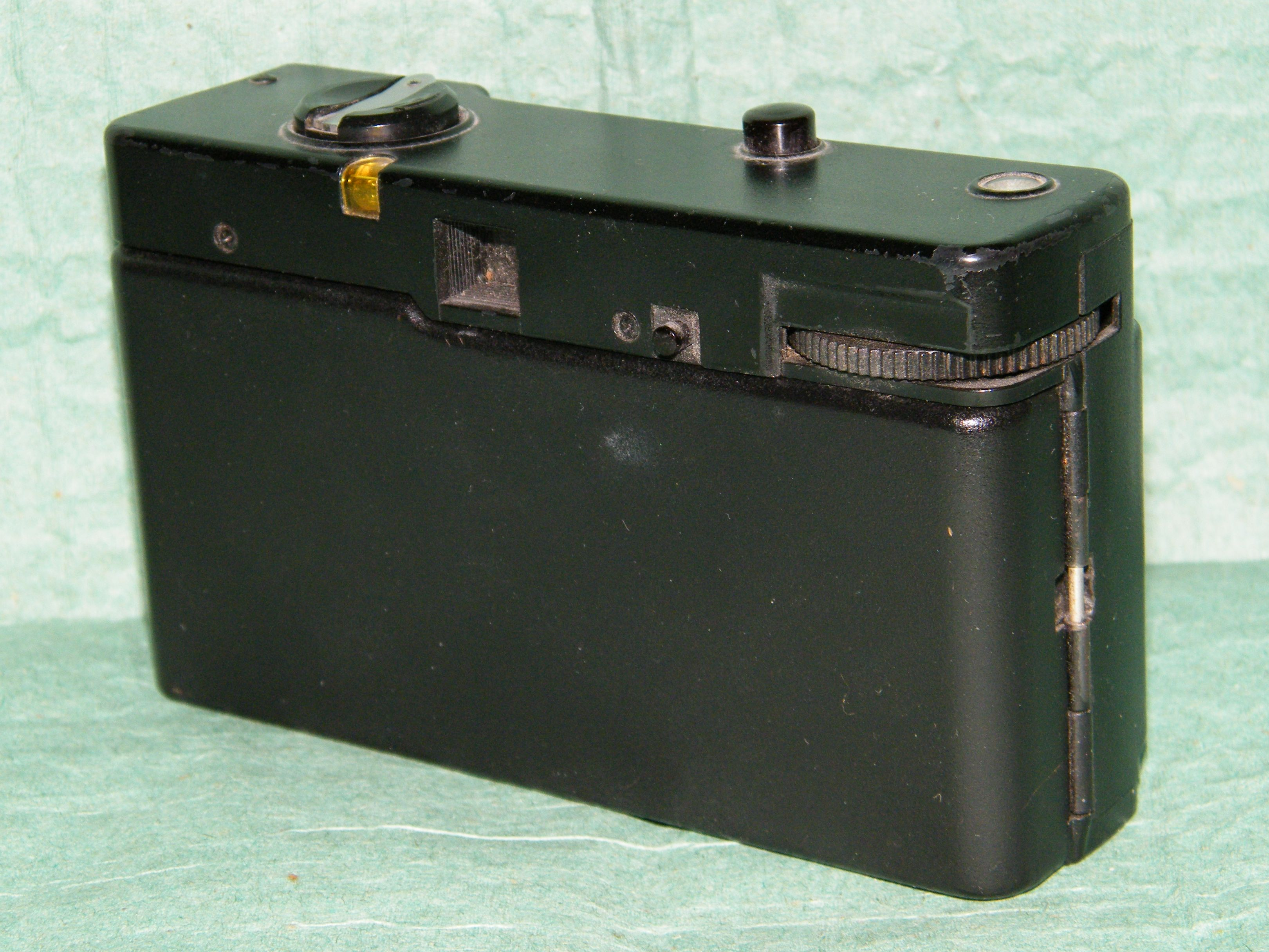
Вид со стороны задней стенки
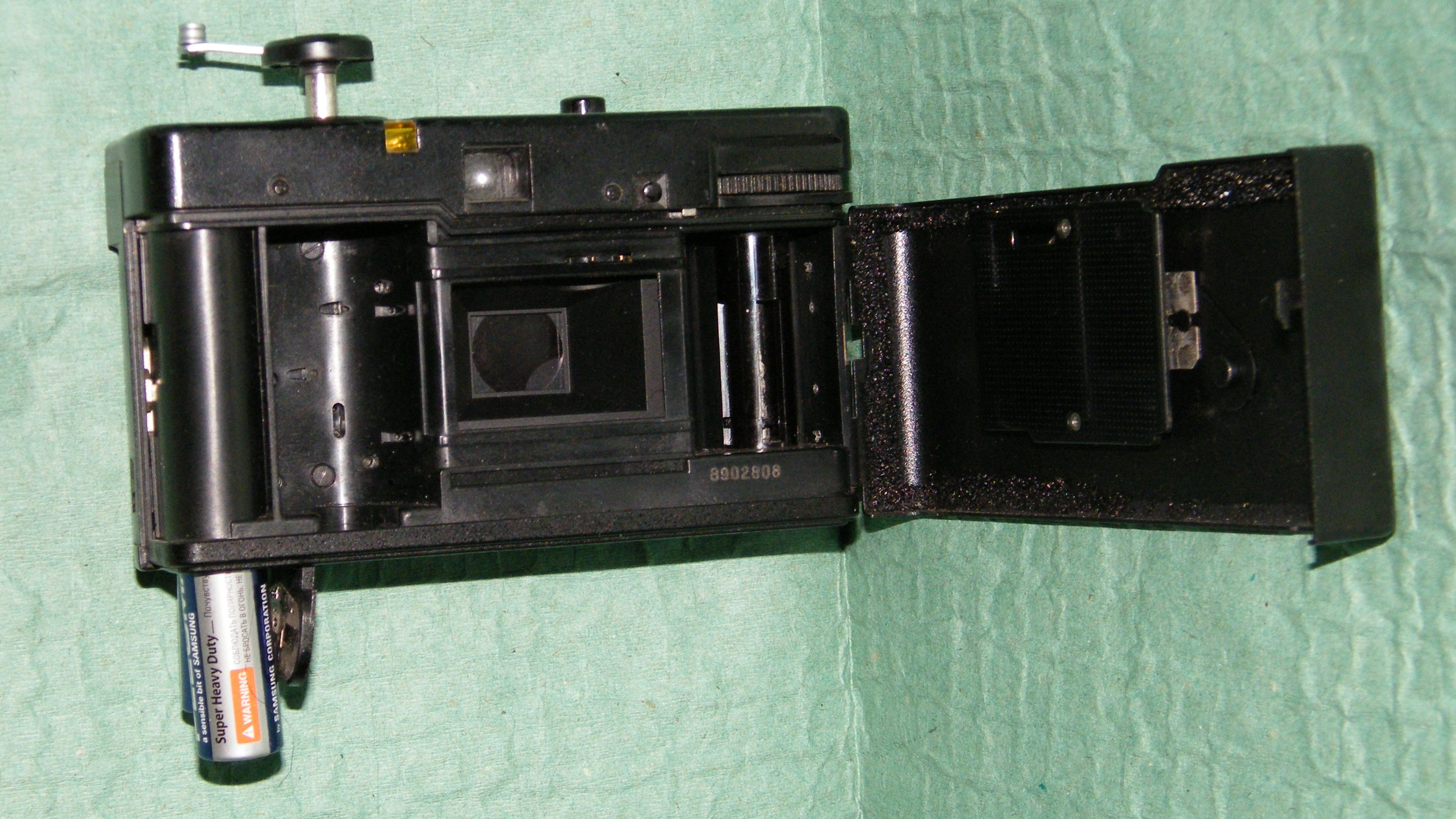
Открыта задняя стенка и батарейный отсек

## Модификации
Фотоаппарат «Зенит-35F» выпускался с разными вариантами оформления, в том числе и под названием «ЛОМО-35F».
Модификации:
- «Зенит-35FМ» (автоматическое включение фотовспышки при низкой освещённости);
- «Зенит-35F1» (расширен диапазон применяемой светочувствительности фотоплёнки) — выпущены в малом количестве.